# María de las Mercedes Adam de Aróstegui

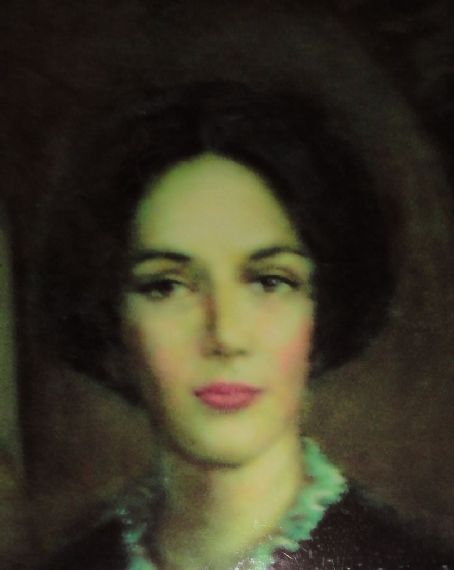
María de las Mercedes Adam de Aróstegui

María de las Mercedes Adam de Aróstegui (* 24. September 1873 in  Camagüey, Kuba; † 20. Oktober 1957 in Madrid, Spanien) war eine kubanische Komponistin und Pianistin.

## Leben
María de las Mercedes Adam de Aróstegui zog im Alter von neun Jahren mit ihrer Familie nach Spanien. Ihre musikalische Ausbildung begann sie in Santiago de Compostela bei Joaquín Zuazagoitia. Darauf studierte sie am Real Conservatorio Superior de Música de Madrid. Sie belegte Harmonielehre, Komposition, Ensemblespiel und Orgel. 1888 erhielt sie im Fach Klavier einen ersten Preis. Später studierte sie in Paris Klavier bei Louis Diémer so wie Instrumentierung und Komposition bei Jules Massenet. Sie studierte daneben auch bei Vincent d’Indy. Ihre Musik wurde in Paris aufgeführt. In Spanien gab sie Konzerte, unter anderem mit Pau Casals. Ihre Verbindungen mit Kuba rissen nicht ab und so wurden viele ihrer Werke in dort aufgeführt. So nahmen das Sinfonieorchester Havanna und das Philharmonische Orchester Havanna ihre Kompositionen in ihre Konzertprogramme auf.

## Werke (Auswahl)

### Oper
- La vida es sueño, Oper. Das Werk beruht auf dem Versdrama Das Leben ist ein Traum von Pedro Calderón de la Barca.

### Orchesterwerke
- Serenata española
- La peregrinación de Childe Harold, 1898/99 komponiert
- Poema sinfónico, 1914 komponiert
- En el campo de Waterloo
- La infancia für Orchester
- Danzas cubanas für Orchester
- Serenata andaluza für Orchester
- Ballade guerrière écossaise für Orchester zu einem Text von Sir Walter Scott

### Vokalwerke
- Recopilación de la adolescencia.
- El cuaderno de los recuerdos.
- Armonía de la noche.
- Antonio y Cleopatra.
- A une femme für Gesang und Klavier
- Si tú...
- Canción.
- Canción de Barberine.
- Ars Longa.

### Literarische Abhandlungen
- La ética y la estética en la obra musical, Essay